# Música em alto volume

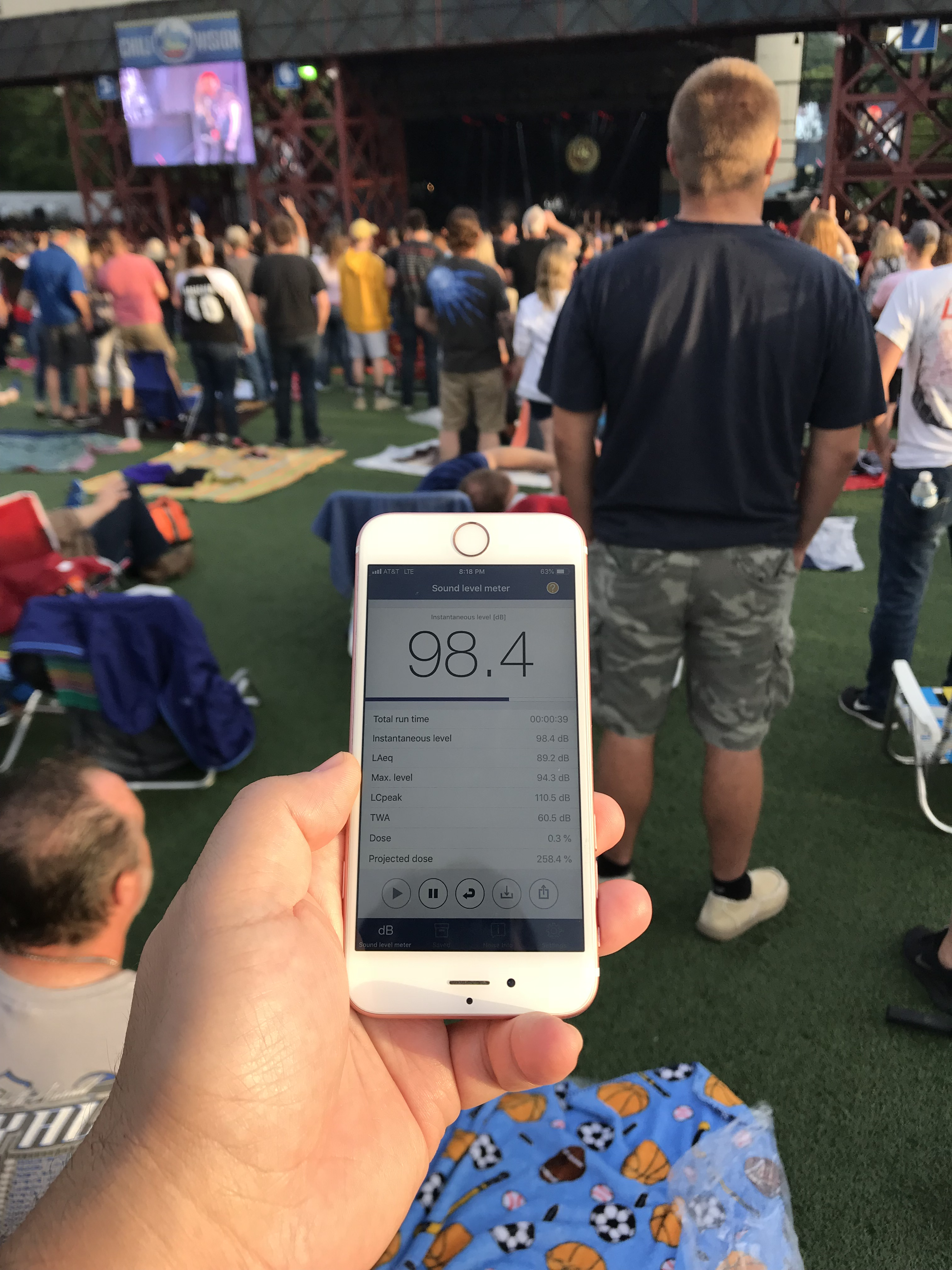
A música tocada em um volume extremamente alto pode ser irritante para os outros, é considerada por muitos como desrespeitosa e às vezes pode ser ilegal.

Som alto é a música ou ruído que é tocada em um volume alto, muitas vezes ao ponto de perturbar os outros e causar danos à audição. Pode incluir música cantada ao vivo, tocada com instrumentos musicais ou com mídia eletrônica, como transmissão de rádio, CD ou MP3 players.
O som alto afeta não só o bem-estar do cidadão, como também causa danos à sua saúde física e mental, mesmo que ele não se aperceba disso ou acredite não ser afetado. Não só os humanos, mas os animais também são afetados pela exposição a sons excessivamente altos. Cabe ressaltar que os danos à saúde mental são especialmente preocupantes no caso brasileiro, pois, conforme relatório da ONU de 2017, o Brasil é o país com maior porcentagem de pessoas ansiosas do mundo.
A revolução causada pelos dispositivos pessoais com fones de ouvido na maneira de ouvir música é inegável. Com sua praticidade e portabilidade, esses aparelhos tornaram-se muito comuns no cotidiano. No entanto, pesquisadores têm direcionado seus esforços para examinar os impactos negativos do uso impróprio desses dispositivos na audição. Estudos recentes apontam que o uso prolongado e em alto volume de tocadores de música portáteis pode resultar em danos auditivos a longo prazo.

## Consequências

### Irritabilidade e homicídios
O som alto pode gerar brigas, disputas e até mortes. No Brasil, não são raros os casos de morte decorrente de disputas por som alto, geralmente envolvendo vizinhos ou pessoas com som automotivo.
Já nos Estados Unidos, em 2014, o engenheiro de software Michael Dunn foi condenado por assassinato em primeiro grau depois de atirar fatalmente em Jordan Davis, de 17 anos, em uma briga por causa da música alta que Davis estava tocando.

### Efeitos na saúde
A exposição contínua ao som alto pode resultar em perda auditiva. Dependendo do volume e da duração da exposição ao som, bem como da proteção auditiva usada, (se houver) o risco de danos à audição pode variar significativamente.
Prevê-se que a exposição à música alta fará com que até 50 milhões de americanos sofram perda auditiva até 2050.
A exposição contínua a música alta também pode levar ao zumbido.

### Beber em excesso
Um estudo realizado por cientistas franceses mostrou que a música alta leva a mais consumo de álcool em menos tempo. Durante três noites de sábado, os pesquisadores observaram clientes de dois bares situados em uma cidade de médio porte no oeste da França. Participaram quarenta homens com idades entre 18 e 25 anos, que desconheciam que eram sujeitos de uma pesquisa. O estudo incluiu apenas aqueles que pediram um copo de chope. O pesquisador principal, Nicolas Guéguen, disse que a cada ano mais de 70.000 pessoas na França morrem devido ao aumento do consumo de álcool, o que também leva a acidentes de carro fatais.

## No Brasil
Apesar de ser um problema persistente no Brasil, não há lei federal específica que aborde o problema do som alto, e as leis que que existem são subjetivas e imprecisas. Basicamente, um ruído superior a 85 db, em qualquer hora do dia, pode ser considerado pela jurisprudência como crime ambiental, por se tratar de poluição sonora. Já um ruído inferior a 85 db pode configurar contravenção penal de perturbação de sossego. (85 dbs é aproximadamente o volume do trânsito movimentado, ou de um aspirador de pó.) É preciso estudar as leis municipais — as chamadas leis do silêncio — que podem tratar o problema de modo mais preciso.

### Causas culturais e sociológicas
| “                | [No Brasil] não há a percepção da rua como um espaço comum | ” |
| — Marilena Chaui |                                                            |   |

Muitos sociólogos e antropólogos já chamaram a atenção para a relação complicada do brasileiro com o espaço público. O brasileiro trata o público como o particular, desconsiderando o espaço alheio. Quando isso ocorre no Estado, assume a forma de patrimonialismo e corrupção, tão bem conhecidos pelos sociólogos e pela população. Na sociedade, o problema se manifesta de formas diferentes, sendo a perturbação do sossego apenas uma delas.
| “                | O desrespeito à rua como lugar comum aparece com todos os barzinhos e botecos com o som nos últimos decibéis, como se o bairro inteiro tivesse de participar daquilo. Não existe essa percepção do outro. | ” |
| — Marilena Chaui | |   |

Essa relação complicada com o espaço público (e com o espaço do outro) tem origem na forma como a sociedade brasileira se constituiu. Toda a vida social do país se organizou no moldelo das grandes propriedades rurais. Dada a extensão desses espaços, a vida comunitária ficava dificultada ou mesmo impossibilitada. Cada domínio se organizava de movo autárquico. As cidades, por sua vez, não foram construídas, de modo geral, pela iniciativa popular. De modo geral, não surgiram "de baixo para cima", por meio da cooperação do povo, mas "de cima para baixo", pelas elites agrárias. As cidades eram complementares ao poderio do campo, tinham caráter acessório; eram esmagadas pelo poderio das zonas rurais.
| “                                                         | Faltou-nos, na verdade, com o tipo de colonização que tivemos, vivência comunitária. | ” |
| — Paulo Freire, referindo-se á inexperiência democrática. |                                                                                      |   |

### Aceitação da sociedade
As consequências desse passado são evidenciadas por Alberto Carlos Almeida, no seu livro A Cabeça do Brasileiro (2007). O autor comprova a tese dos sociólogos e antropólogos de que a sociedade brasileira é patrimonialista por meio de uma pesquisa de opinião feita com a população. Os resultados mostram que apenas 48% da população concorda que "quem dá uma festa com som alto não se preocupa com os vizinhos", e que 49% concordam que "se alguém se sente incomodado pelo vizinho, o melhor é não reclamar." Percebe-se o uso do público como privado.
Há, contudo, importantes diferenças dentro da população brasileira. Delas, a mais importante é, de longe, a escolaridade. Ao tomar a segunda afirmação feita acima ("se alguém se sente incomodado pelo vizinho, o melhor é não reclamar"), apenas 22% dos entrevistados que têm ensino superior concordam, contra uma concordância surpreendente de 73% dos analfabetos. O autor conclui que o aumento da escolaridade é necessário para que essas (e muitas outras) opiniões arraigadas se modifiquem.

## Como evitar o problema

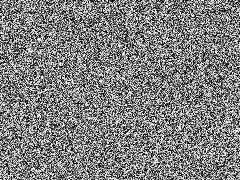
O "ruído branco" da televisão (que pode ser encontrado também no YouTube) pode ajudar a abafar ruídos.

Há certas medidas paliativas que podem ajudar o indivíduo a proteger sua saúde dos sons altos, dependendo da intensidade do som. Entre elas está o abafamento do ruído por outro ruído, só que constante, como o barulho de chuva ou o estático da televisão (chamado de ruído branco). Um ruído de fundo, mesmo em volume baixo, pode ajudar a mascarar os barulhos vindos da rua ou de uma casa vizinha.